# 固形燃料

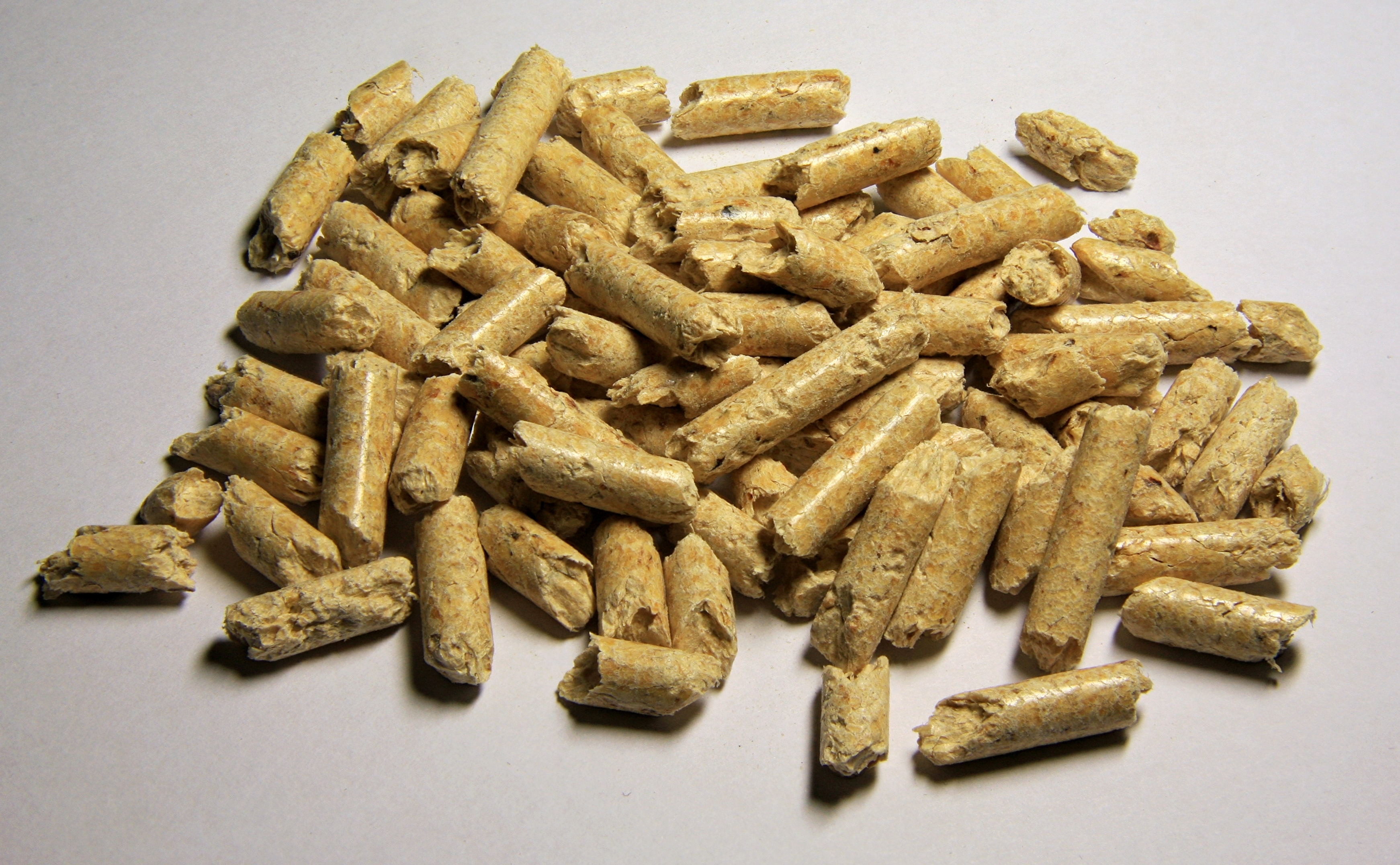
固形燃料の一種である木質ペレット

固形燃料（こけいねんりょう）とは、可燃物に加工を加えて、より扱い易い燃料にした工業製品を指す。木炭を加工した成形木炭や、石炭を原料とする練炭も固形燃料であり、現代では特に、アルコールなどの有機物を固形化した燃料が馴染み深く、それは主に調理用の熱源に用いられる。（廃棄物・汚泥から作られる発電・ボイラー用の固形燃料は廃棄物固形燃料を、ロケットの固体燃料はロケットエンジンの推進剤を参照のこと）

## 概要
固形燃料は大まかに4つに大別される。
- アルコール由来の固形燃料
- バイオマス由来の成形薪（オガライト）
- 成形木炭（オガ炭）
- 練炭（豆炭）

アルコール由来の固形燃料は家庭・飲食店の卓上調理、登山・軍隊などでのアウトドア調理に用いられる燃料である。使いきりで一食分の調理に必要なサイズのものが多い。液体燃料であるメタノールなどを固体化することで有害性や引火性を低減し、コンロも簡易なため携行性が高い。
固形とは「固める」意味で加工を経たものを指し、元々固体である石炭や木炭は固形燃料とは呼ばない。粉末であるオガクズを固めたオガライトやオガ炭、粉炭を固めた練炭（豆炭）も固形燃料であるが、ここではアルコール由来の固形燃料を中心に述べる。

## 他の携帯燃料との比較

### 木炭や薪との比較
利点：着火が容易である。小さいので屋内の卓上で使用できる。耐水性が高い。炭素含有量が少なく一酸化炭素が出にくい。
欠点：火力が弱く大鍋を使っての大規模な調理には向かない。有毒なメタノールが揮発する。風に弱い。

### ガス・燃料コンロとの比較
利点：コンロの構造が単純で故障の心配が少なく、軽量である。燃料漏れや爆発の危険が少ない。
欠点：火力を調節しにくい。

## 種類と用途

### 卓上用固形燃料
家庭用・飲食店で使われる固形燃料は、主にメタノールにゲル化剤として酢酸カルシウムまたは脂肪酸ナトリウムなどを加えて製造されている。一人用の鍋物や釜めし、チーズフォンデュなど小鍋での調理・保温に用いられる。円盤状か短い円柱状で、燃焼後の片付けがしやすいように下端がアルミ箔で覆われているものが多い。アルコールの蒸発防止のためにプラスチック製フィルムで覆われている。耐火性の皿に1つだけ載せてフィルムは外さずにそのまま点火する。使い切りなので調理に適したサイズのものを用いる。業務用には7gから40gのものが売られている。市販の固形燃料は25グラム（燃焼時間20分）程度のものが多い。有毒のメタノール系では誤食防止のために青く着色されているものが多く、一部のメーカーのものには誤食防止剤として苦味剤を添加している。　燃焼面をアルミ箔で覆うことで小さくし加熱量を抑制した保温専用の燃料（燃焼時間60～90分）や、触媒燃焼で長時間保温する例もある。
今日使用されている形の卓上用固形燃料は、大阪市にある化学メーカー、株式会社ニイタカが1970年代初頭に開発した「カエン」が最初である。発売当初は一斗缶に14kg分のカエンを流し固めたものだったが、旅館の仲居がスプーンを使って目分量で取り分けていたため、量にばらつきが生じ、客の鍋が煮えない等の苦情を受けた。この問題に対処するために、一定の大きさに角切りして円形にした。さらに先述の通り、アルコール分の蒸発を防ぐためのフィルム加工や、後始末を楽にするためのアルミホイル加工を施して改善した結果、現在よく見られるスタイルになった。

### 缶入り固形燃料
缶入り固形燃料は、保存性に優れ、五徳が付属しているものが多い。主に非常用・防災用であるが、レジャー用としても使用される。燃料はアルコール系のほか、パラフィン系などがある。容量は100～600グラムと大きく1時間以上使用できる。蓋を閉めて消火し、再使用が可能なものもある。

### タブレット型固形燃料
アウトドア用、軍用として様々なものがある。単独で調理に用いるほか、木炭などへの着火剤や登山用に非常用や燃料式コンロの余熱用として利用される。一般用にはヘキサ固形燃料（商品名: クイックコンロ、Esbitなど。主成分:ヘキサメチレンテトラミン）、スイスメタ（商品名。メタアルデヒド系）、防水ファイアーライター（商品名。石油系）などが市販されている。容量は一つ10グラム前後で必要量を専用コンロに投入して使用する。すすが出やすいものもある。

### 軍用固形燃料
軍用では食料はレーションの形で配給され、レーションヒーターとして固形燃料が添付されている。ドイツ軍は前述のEsbitを使用している。米軍はトリオキサン燃料を用いていたが、燃料を用いないレーションヒーターも使用されている。
自衛隊では缶入りの「携帯燃料」（ゲル状アルコール）が使われている。